# Funck von Senftenau

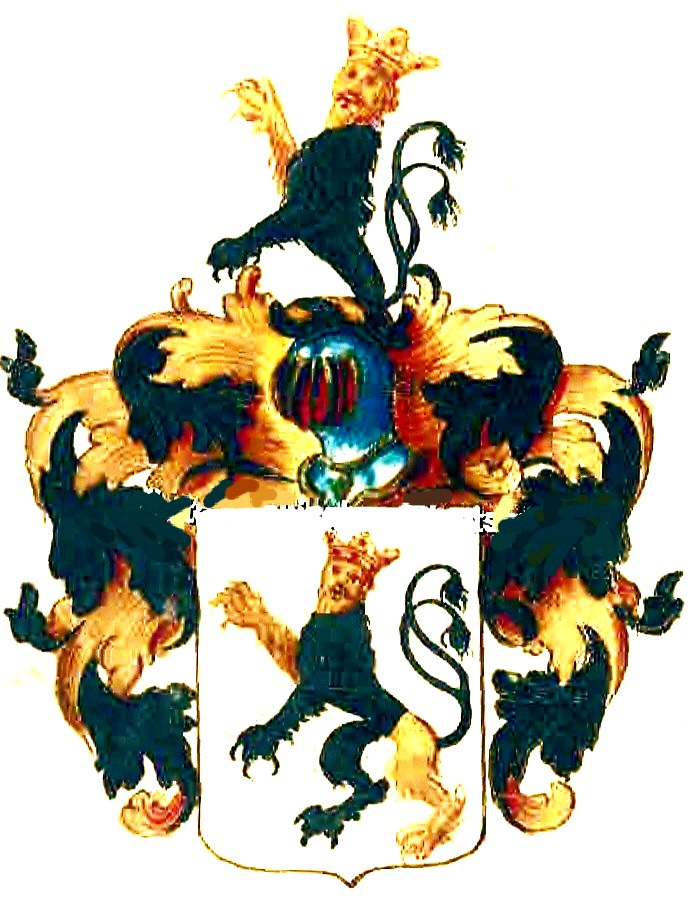
Wappen der Funck von Senftenau (1755)

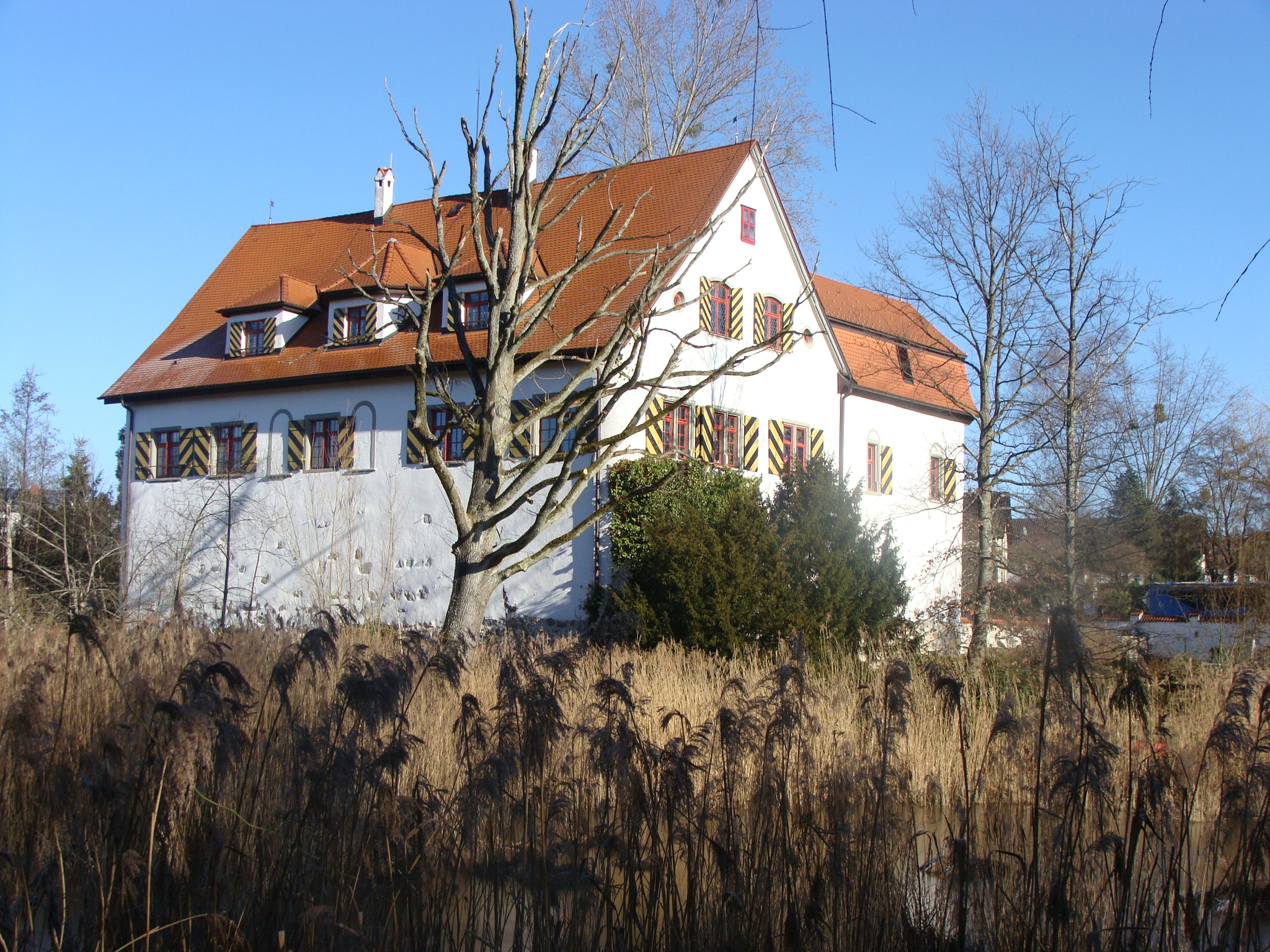
Schloss Senftenau

Fun(c)k von Senf(f)tenau (ursprünglich nur Fun(c)k) ist der Name eines alten, weitverzweigten schwäbischen Geschlechts, das unter anderem dem Patrizierstand der Reichsstädte Schwäbisch-Gmünd, Memmingen, Nördlingen, Augsburg, Lindau und Kempten angehörte. Das später nach dem Rittergut Senftenau benannte Familie, war zuletzt vor allem in Schwaben, Franken und Österreich ansässig. Die Funck von Senftenau sind von dem sächsischen Adelsgeschlecht Funcke mit ähnlichen Wappen zu unterscheiden.

## Geschichte

### Funck

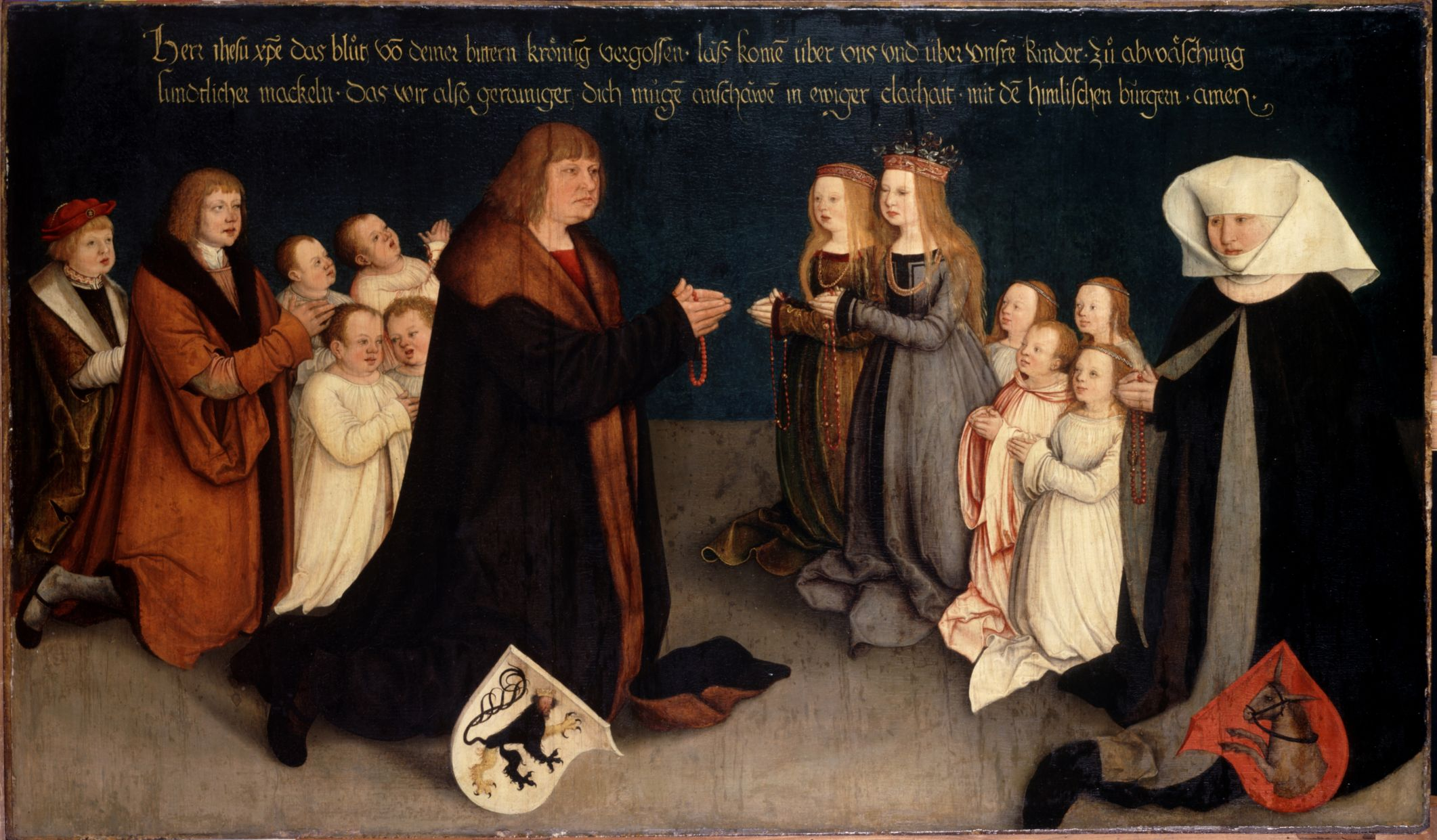
Bildepitaph von Johann Funk (1465–1513) und seiner Familie

Die Funck sind ursprünglich ein altes Patriziergeschlecht aus Schwäbisch-Gmünd. Die Stammreihe soll nach Kneschke mit Siegmund Funck beginnen, der um 1300 lebte. 1439 erscheint Reinbold Funck als Amtmann und 1451 als Bürgermeister von Schwäbisch-Gmünd, letzteres Amt bekleidete 1461 auch Caspar Funck. Ab der Mitte des 15. Jahrhunderts lassen sich Angehörige in den Reichsstädten Memmingen und Nördlingen nachweisen. In Memmingen zählten die Funck über Jahrhunderte zu den führenden ratsfähigen Geschlechtern. 1470 gab Johann Funk der Jüngere (1465–1513) beim Maler Bernhard Strigel ein Bildepitaph für die Funk-Kapelle in der Memminger Pfarrkirche St. Martin in Auftrag. Seine zur Entstehungszeit des Bildes verstorbenen Kinder sind darauf mit dem Totenhemd bekleidet dargestellt. 1513 stiftete Johann Funk für sich und seine Angehörigen eine ewige Seelenmesse. 1485 fungierte Andreas Funk als Bürgermeister von Memmingen. Melchior Funck aus Nördlingen wurde 1488 Augsburger Bürger und Mitglied der Herrenstube, desgleichen 1491 der aus Memmingen stammende Jurist Rembold Funck. In Augsburg gründeten die Funck eine Handelsgesellschaft, die gängige Waren, vor allem Eisen vertrieb. Zeitweise existierte für den Absatz in Murau in der Steiermark eine Niederlage, die seit 1494 erwähnt wurde. Das Geschäft mit Eisen florierte Dank den Funck auch in Memmingen. Dabei sollen die Handelsbeziehungen mit der Steiermark und Kärnten bis in das 14. Jahrhundert zurückreichen, als die Familie noch in Schwäbisch-Gmünd ansässig war. 1538 erhielt Leonhard Funck in Augsburg das Patriziat, später waren die Funck dort nicht mehr wohnhaft. 1544 amtierte Valentin Funck als Bürgermeister von Lindau. In den geistlichen Stand traten Eustachius Funk als Probst von St. Peter in Basel sowie Peter Funk als Theologe und Superintendent in Memmingen. Valentin Funck wirkte als Pfennigmeister des Schwäbischen Reichskreises, Bürgermeister von Lindau und von 1564 bis 1598 Hauptmann von Ulm, der sich in Ungarn im Kriegsdienst auszeichnete. Heinrich Funck zu Elgg, Sohn von Hans Funck aus Memmingen, wurde in Zürich ansässig, wo er 1587 als adliger Landsasse das Bürgerrecht erhielt. 1676 bestand die Familie in Memmingen noch aus zwölf Sprossen.

### Funck von Senftenau

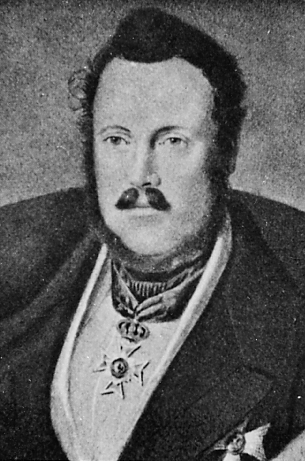
Karl Friedrich Funk von Senftenau (1748–1828)

Von der Familie Büschler kaufte 1611 Johann Andreas Funck das Schloss Senftenau bei Lindau, worauf ihm 1620 das Privileg verliehen wurde. Der Zweig führte darauf den Namen als Prädikat. Am 6. Februar 1755 erhielt der fürstlich-brandenburgische Major, Kriegsrat und Kommissar Bartholomäus Funck von Senftenau in Wien eine Adelsbestätigung und Wappenbesserung. Für die Belagerung von Belgrad wurde 1790 der k. k. Artillerie-Oberst und spätere k. k. Feldmarschall-Leutnant Karl Funk von Senftenau (1744–1806) mit dem Militär-Maria-Theresia-Orden ausgezeichnet. Des Weiteren diente Friedrich Funk von Senftenau († 1812) zuletzt in der österreichischen Armee als k. k. Generalmajor. Karl Friedrich Funk von Senftenau (1748–1828) bekleidete im Fürstentum Lippe das Amt des Hofmarschalls und war von 1810 bis 1828 Kanzler bzw. Regierungschef.

## Wappen

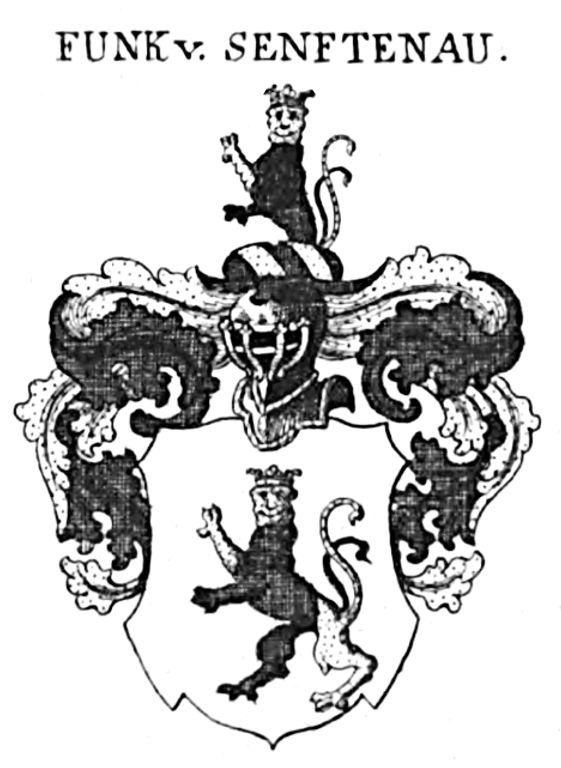
Wappen der Funk von Senftenau in Siebmachers Wappenbuch

Im Gegensatz zu den sächsischen Funcke(n) führten die Funck von Senftenau als Wappentier einen gekrönten Löwen mit menschlichen bzw. Königskopf.

## Genealogie (Auswahl)
1. Siegmund Funck, ⚭ NN Schlacht von Schrobenhausen[22]
  1. Wilhelm Funck, Bürger in Schwäbisch-Gmünd, handelte mit der Steiermark
  2. Rembold I. Funck, ⚭ Dorothea Westerried
    1. Caspar II. Funck, ⚭ Lucia Fuchshart
      1. Melchior Funck, Ratsherr in Augsburg († 1496), ⚭ Anna Hörwarth
        1. Georg Funck, Doktor, ⚭ Catharina Zasius
        2. Leonhard Funck, Hauptmann in Mindelheim, starb ledig
        3. Magdalena Funck, ⚭ Marx Pfister
        4. Veronika Funck, ⚭ Bartholomäus Greck von Kochendorf
        5. Anna Funck, ⚭ Johann Lauginger, Augsburger Patrizier

      2. Caspar III. Funck, Bürger in Nördlingen, ⚭ 1.) Ursula Brandenburger, ⚭ 2.) Christina von Geyer
        1. Georg Funck, starb ledig in der Steiermark
        2. Wilhelm Funck, starb in der Steiermark, ⚭ Anna Rosensteiner
        3. Ludwig Funck, starb ledig
        4. Anna Funck, ⚭ Mathias Paler, kaiserlicher Kämmerer

    2. Elisabeth Funck, ⚭ Otto von Rinderbach
    3. Rembold II. Funck, starb ledig
    4. Johann I. Funck, ⚭ 1.) Elisabeth Spän, ⚭ 2.) Catharina Leutkircher von Rötenbach
      1. Johann II. Funck, Bürgermeister von Memmingen († 1513), ⚭ Anna Gerold
        1. Johann III. Funck, ⚭ Anna von Furtenbach
          1. Regina Funck, ⚭ Jakob Geßner
          2. Johann IV. Funck, Doktor, ⚭ Ursula Keller
          3. Heinrich Funck, ⚭ Susanna von Hinweil zu Elckau

        2. Anna Funck, ⚭ David von Detickhofen
        3. Balthasar Funck, Bürgermeister von Memmingen († 1580), 1.) ⚭ Anna Fröschelmoser, ⚭ 2.) Ursula Sattler, ⚭ 3.) Anna Habich
          1. Barbara Funck, ⚭ Hieronymus I. Pappus von Tratzberg
          2. Magdalena Funck, ⚭ Hieronymus II. Pappus von Tratzberg
          3. Susanna Funck, ⚭ Johann Schwartz
          4. Dorothea Funck, ⚭ Peter Holzwart
          5. Peter I. Funck, ⚭ 1.) Barbara Mischkoch, ⚭ 2.) Margaretha Platz
            1. David Funck, ⚭ Veronika Ritschelm
            2. Susanna Funck, ⚭ Paul Prummer
            3. Balthasar Funck, ⚭ Veronika Jenisch
              1. Helena Funck, ⚭ Johann Erhard
              2. Regina Funck, ⚭ Johann Sorg
              3. Susanna Funck, ⚭ Johann Leug

            4. Ursula Funck, ⚭ Peter Cornel
            5. Peter II. Funck, ⚭ Sybilla Schorer
              1. Peter III. Funck, ⚭ Barbara Ameny
              2. David Funck, ⚭ Barbara Funck
              3. Ludwig Funck, ⚭ Magdalena Wilckprecht
              4. Regina Funck, ⚭ Jakob Reichart
              5. Abraham Funck, ⚭ Magdalena Häglin
              6. Ursula Funck, ⚭ Johann Breichlin
              7. Johann Funck, ⚭ Sabina Schmeltz
              8. Sibylla Funck, ⚭ Jakob Schmidt

            6. Anna Maria Funck, ⚭ 1.) Georg Wyck, ⚭ 2.) Johann Uhl
            7. Regina Funck, ⚭ Andreas Hummel
            8. Johann Funck, ⚭ Anna Guffer
            9. Esther Funck, ⚭ Johann Brügel
            10. Elisabeth Funck, ⚭ Michael Schuster
            11. Jakob Funck, ⚭ Sybilla Geßler
            12. Euphrosina Funck, ⚭ Christoph Müller
            13. Konrad Wolfgang I. Funck, ⚭ Ursula Hölberl
            14. Katharina Funck, ⚭ Matthäus Kessel

          6. Paul Funck, ⚭ Ursula Mischkoch
          7. David Funck, 1.) ⚭ Ursula Mischkoch, ⚭ 2.) Juditha Merck, ⚭ 3.) Margaretha Walter
          8. Magdalena Funck, ⚭ Walther von Hohenberg
          9. Catharina Funck, ⚭ Jobst Schobinger
          10. Maria Funck, ⚭ Johann Haffner

      2. Wolfgang Funck, Pfarrer in Rötenbach
      3. Dorothea Funck, ⚭ Andreas Mayer von Haan
      4. Andreas Funck von Senftenau, ⚭ Margaretha Span
        1. Susanna Funck, ⚭ Michael Hörmann von Guttenberg
        2. Christoph Funck von Senftenau, ⚭ 1.) Anna von Crivellis, ⚭ 2.) NN Sforza
        3. Apollonia Funck von Senftenau, ⚭ Walter Eisenberger

      5. Eustachius Funck, Probst von St. Peter in Basel

    5. Margaretha Funck, ⚭ Johann von Renningen, Ritter
    6. Walpurg Funck, ⚭ Georg Stebenhaber von Boos
    7. Andreas Funck, ⚭ Anna Span
      1. Rembold III. Funck, Lizenziat beider Rechte, ⚭ Elisabeth Guerlich
      2. Genoveva Funck, Nonne im Kloster St. Elisabeth in Memmingen
      3. Wolfgang Funck, ⚭ Ursula Rehm
        1. Anna Funck, ⚭ Ludwig Teyber
        2. Ursula Funck, ⚭ Alban Wolfart
        3. Joachim Funck, ⚭ Catharina Gienger
          1. Erasmus Funck, ⚭ Elisabeth Stebenhaber von Boos und Hetzlinshofen
            1. Marx Funck, ⚭ Maria von Hertoge
              1. Johann Arnold Funck, ⚭ Maria Elisabeth Junckert

            2. Elisabeth Funck, ⚭ NN Rösch

          2. Andreas II. Funck von Senftenau, ⚭ Maria Böhm
            1. Andreas III. Funck († 13. Juni 1617), ⚭ Anna Saltzmann
              1. Andreas IV. Funck, Handelsmann in Nürnberg (* 11. August 1611; † 9. November 1669), ⚭ 26. September 1636 Amalia Rierenberger (* 11. Juli 1609; † 28. März 1674)
                1. Andreas V. Funck, Apotheker in Öhringen (* 10. August 1637; † 3. Mai 1696), ⚭ 8. August 1670 Catharina Hermann († 24. Februar 1698)
                  1. Susanna Maria Funck, ⚭ 1.) 3. Juni 1691 Johann Ludwig Albin, Doktor († 2. November 1703), ⚭ 2.) 24. Juli 1705 Johann Wilhelm Beyer, Theologe, Professor in Altdorf
                  2. Johann Michael Funck, Doktor und Stadtphysikus in Öhringen (* 10. Oktober 1673; † 2. Juni 1697), ⚭ 3. August 1696 Elisabeth Dorothea Ort

                2. David Funck, Kunst- und Buchhändler in Nürnberg (* Oktober 1642; † 23. Januar 1709), ⚭ 19. Februar 1679 Magdalena Christina von Sandrart († 1716)
                  1. Hans Sigmund Funck, Kunst- und Buchhändler (* 8. April 1680), ⚭ 9. August 1706 Magdalena Ursula Bauereis (* 4. April 1687)

                3. Siegmund Theophilus Funck, Handelsmann (* 14. Mai 1645; † 12. Februar 1701), ⚭ 26. April 1675 Maria Stoyn (* 29. Juni 1650)
                  1. Johann Jakob Funck, Handelsmann (* 13. Juli 1676), ⚭ 26. Februar 1703 Catharina Christina Neubronner (* 28. Juni 1681)
                  2. Catharina Maria Funck (* 19. Mai 1678), ⚭ 25. Februar 1703 Valentin Meyer, Kaufmann
                  3. Rebecca Maria Funck (* 30. Dezember 1682), ⚭ 1.) Juni 1701 Johann Christoph Felbinger († 12. August 1706), ⚭ 2.) 20. Juni 1707 Johann Christoph Metzger, Gold- und Silberverleger

                4. Regina Catharina Funck (* 7. September 1647; † 10. Dezember 1694), ⚭ 1674 Johann Wilhelm Ditsch, Sachsen-Coburgischer Kammerschreiber († 28. Januar 1688)
                5. Johann Caspar Funck, Handelsmann in Nürnberg, später in Erlangen (* 19. April 1650), ⚭ 1.) 8. Mai 1676 Margaretha Winckler († 9. Juli 1688), ⚭ 2.) 24. Juli 1691 Margaretha Rosina Heichl (* 15. März 1672)
                  1. Wolfgang Magnus Funck, Handelsmann in Leipzig (* 13. Februar 1680), ⚭ 10. Juni 1709 Anna Dorothea Heidmann (* 10. Juni 1678)
                  2. Johann Caspar Funck (* 4. Dezember 1693, ⚔ 16. September 1712), fiel in Kriegsdiensten in Mantua

              2. Anna Sabina Funck (* 1615; † 21. Januar 1663), ⚭ 30. Januar 1637 Sigmund Eisler

            2. Magdalena Funck, ⚭ Konrad Mengler

        4. Mariana Funck, ⚭ Christoph Kreutzer
        5. Anton Funck, starb ledig
        6. Onuphirius Funck, ⚭ Elisabeth Greck von Kochendorf
          1. Konrad Funck, ⚭ 1.) Barbara Rehling, ⚭ 2.) Euphemia Linck

      4. Anna Funck, ⚭ Georg Grimmel
      5. Christina Funck, ⚭ Johann Andreas Rittinger
      6. Valentin I. Funck, ⚭ 1.) Anna Steudlin, ⚭ 2.) Veronika Haintzl
        1. Hans Rembold Funck, Elisabeth Gerold
          1. Allianzwappen Engler Funk in der Kirche St. Martin in MemmingenAnna Funck (* 1536; † 1611), ⚭ Elias Engler

        2. Hans David Funck, ⚭ Sidonia Hofer
          1. Valentin II. Funck, Bürgermeister von Lindau, ⚭ Susanna Kurtz
            1. Hans Siegmund Funck, ⚭ Agnes Kramer
            2. Hans Rembold Funck, Doktor der Rechte
            3. Maria Jakobe Funck, ⚭ Tobias Habisreutinger
            4. Johann Ulrich Funck, Doktor, ⚭ 1.) Katharina Breithaupt, ⚭ 2.) Regina Seuter
              1. Johann Andreas Funck von Senftenau, Bürgermeister von Lindau (* 1636), ⚭ 1660 Helena Bensperg
                1. Wolfgang Funck, Kapitän in Ungarn
                2. Johann Andreas Funck, Kapitän in Lindau, ⚭ Susanna Raber
                3. Helena Funck (* 1673), ⚭ Wolfgang Curtabath, im Stadtgericht von Lindau

            5. Elisabeth Funck, ⚭ Daniel Heider, Doktor beider Rechte
            6. Catharina Funck, ⚭ Jakob Dorn
            7. Johann Andreas Funck, ⚭ Agnes Craner
              1. Susanna Funck († 1635)

        3. Monika Funck, ⚭ Ludwig Buffler
        4. Johann Funck, Professor an der Universität Königsberg, starb ledig
        5. Johann Andreas Funck, ⚭ Elisabeth Furtenbach
          1. Katharina Funck, ⚭ Leonhard Pappus von Tratzberg
          2. Erasmus Funck († 1541), ⚭ Anna Weinzirl
          3. Veronika Funck, ⚭ Matthäus Meßner
          4. Zacharias Funck († 1598), ⚭ Amalia von Kirchen
          5. Melchior Funck, ⚭ Sabina Dorn
            1. Johann Rembold Funck, Doktor beider Rechte, ⚭ Barbara von Greiffenegg
            2. Elisabeth Funck, ⚭ Marx Mehrer
            3. Sibylla Funck, ⚭ Johann Stribe, Stadtrichter in Kempten

## Persönlichkeiten
- Karl Funk von Senftenau (1744–1806), k. k. Generalmajor und Feldmarschall-Leutnant, Träger des Militär-Maria-Theresien-Ordens.
- Karl Friedrich Funk von Senftenau (1748–1828), deutscher Hofmarschall und Kanzler im Fürstentum Lippe.